# راينر ك. زاكس
راينر ك. زاكس (بالإنجليزية: Rainer K. Sachs)‏ هو عالم فيزياء فلكية وعالم فلك أمريكي، ولد في 13 يونيو 1932 في فرانكفورت في ألمانيا.